# Сан-Лоренсо де Альмагро
«Сан-Лоре́нсо де Альма́гро» или просто «Сан-Лоренсо» (полное название — исп. Club Atlético San Lorenzo de Almagro) — один из сильнейших и самых популярных аргентинских футбольных клубов из города Буэнос-Айрес, расположен на улице Авенида Ла-Плата и базируется в южном районе города — Боэдо. «Сан-Лоренсо» — 12-кратный чемпион Аргентины, обладатель Кубка Либертадорес 2014, Южноамериканского кубка 2002 и Кубка Меркосур 2001.

## История

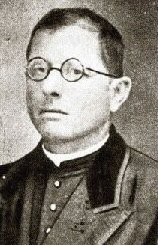
Отец Лоренсо Масса — основатель клуба

Команда была основана 1 апреля 1908 года. Название получила одновременно в честь Святого Лаврентия и католического священника Лоренсо Масса, который помогал новой команде, предоставляя площадку для игр. Играл же новый клуб в районе Альмагро, что также нашло отражение в названии. Начиная со времён образования профессионального футбола в 1931 году, команда входит в пятерку лучших клубов Аргентины, наряду с «Ривер Плейт», «Бока Хуниорс», «Расингом» и «Индепендьенте».
В 1933 году клуб выиграл свой первый профессиональный титул. За команду выступал знаменитый баск Исидро Лангара. Следующий титул был завоёван в 1946 году, что прервало победную серию «Ривер Плейт» в чемпионате Аргентины. В тот же год команда отправилась в турне по Испании и Португалии и провела там серию товарищеских матчей. После поражения от мадридского «Реала», «Святые» обыграли «Барселону» и национальные сборные Испании и Португалии. Испанские журналисты назвали «Сан Лоренсо» «лучшей командой в мире». Футболисту Рене Понтони предлагали контракт с «Барселоной», но он отказался покинуть родную Аргентину. Другой футболист Ринальдо Мартино остался в Европе и стал звездой туринского «Ювентуса».

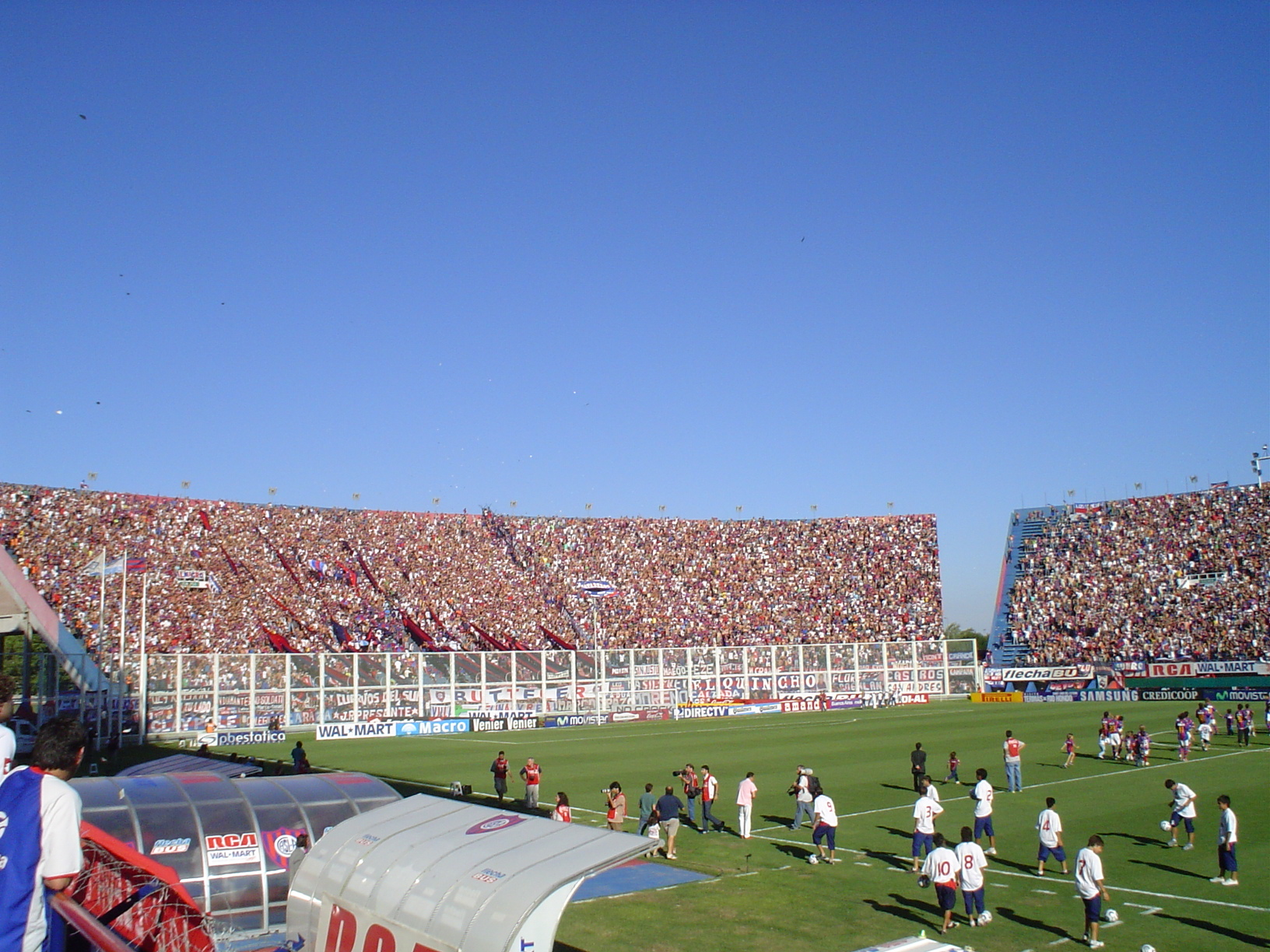
Стадион «Нуэво Гасометро»

«Сан-Лоренсо» был одним из главных фаворитов первого розыгрыша Кубка Либертадорес в 1960 году, но уступил в полуфинале в упорной трёхматчевой борьбе будущему победителю уругвайскому «Пеньяролю».
В 1968 году команду стали называть «Los matadores» за то, что она не уступила ни в одной из игр чемпионата. В период с 1968 по 1974 год «Сан-Лоренсо» выиграл 4 титула.
В 1981 году клуб вылетел в низшую лигу, но в 1982-ом он вернулся в элиту аргентинского футбола. На тот момент у команды не было собственного стадиона, и руководство «Сан-Лоренсо» постоянно несло убытки из-за высокой арендной платы. Во время правления президента Фернандо Миле (1986—2001) клуб обзавелся новой ареной, «Нуэво Гасометро» (в переводе на русский — «новый газгольдер», официальное же название стадиона в честь бывшего президента клуба — Estadio Pedro Bidegain), и дважды стал чемпионом страны (1995, 2001).
На стыке веков к команде пришли победы на международной арене. «Сан-Лоренсо» в 2001 году выиграл последний розыгрыш Кубка Меркосур, а через год стал победителем первого розыгрыша Южноамериканского кубка. В главном же турнире Южной Америки, Кубке Либертадорес, «Сан-Лоренсо» долгое время не мог преодолеть полуфинальную стадию (1960, 1973, 1988), однако в 2014 году впервые в своей истории смог пробиться в финал, где обыграл по сумме двух матчей парагвайский «Насьональ», наконец завоевав главный континентальный трофей.
«Сан-Лоренсо» ассоциируют с командой рабочего класса. Главный противник клуба — «Уракан».

## Достижения
- Чемпионы Аргентины (профессиональные) (12): 1933, 1936 (Кубок чести), 1946, 1959, 1968 (Метрополитано), 1972 (М), 1972 (Насьональ), 1974 (Н), 1995 (Кл), 2001 (Кл), 2007 (Кл), 2013 (Ин)
- Чемпионы Аргентины (допрофессиональный период) (3): 1923 (AAmF), 1924 (AAmF), 1927
- Обладатель Суперкубка Аргентины (1): 2015
- Чемпион Аргентины во Втором дивизионе (1): 1982[4]
- Примера С (1): 1914
- Обладатель Кубка Альдао (2): 1923, 1927
- Обладатель Кубка Либертадорес (1): 2014
- Обладатель Южноамериканского кубка (1): 2002
- Обладатель Кубка Меркосур (1): 2001

## Известные болельщики
- По собственному признанию, Папа римский Франциск является страстным поклонником футбола и болеет за «Сан-Лоренсо»[5].
- Американский актёр Вигго Мортенсен болеет за «Сан-Лоренсо», поскольку часть детства провёл в Аргентине[6].
- Бывшая вокалистка группы Nightwish Тарья Турунен замужем за аргентинцем Марсело Кабули, который «привил» певице любовь к футболу и «Сан-Лоренсо»[7].